# Aeropuerto de Maniitsoq
El Aeropuerto de Maniitsoq (en groenlandés: Mittarfik Maniitsoq) (IATA: JSU, OACI: BGMQ) es un aeropuerto de Groenlandia ubicado en Maniitsoq. 
Este aeropuerto puede servir a aviones STOL, pero no hay equipos para el deshielo, lo cual resulta costoso y problemático en el invierno groenlandés. 

## Aerolíneas y destinos
| Aerolíneas    | Destinos                      |
| ------------- | ----------------------------- |
| Air Greenland | Kangerlussuaq, Nuuk, Sisimiut |